# Amanda Green (Produzentin)
Amanda Green (* vor 2000) ist eine US-amerikanische Film- und Fernsehproduzentin sowie Drehbuchautorin. Bekannt wurde sie vor allem durch ihre Arbeiten an Law & Order: Special Victims Unit. Dabei tritt sie in der klassischen Rolle des Show Runner in Erscheinung.

## Leben und Karriere
Kurz nachdem der erste Ableger der Serie Law & Order im Jahre 1999 gestartet war, stieß Amanda Green im Jahre 2000 ins Produktionsteam des ebenfalls sehr erfolgreichen Ablegers Law & Order: Special Victims Unit. Dort war sie anfangs als Co-Produzentin im Einsatz und brachte es auf dieser Position bis 2009 auf 15 Episoden. Nachdem sie unter anderem im Jahre 2005 nur als Produzent von insgesamt zehn Folgen aufschien, war sie von 2005 bis 2006 in weiteren drei Episoden als Supervising Producer im Einsatz. Ihre mit Abstand größte Tätigkeit hatte sie als Co-Executive Producer, wobei sie in dieser Tätigkeit seit 2006 in bisher 80 verschiedenen Folgen aufschied. Weitere Arbeiten, die sie im Laufe der Jahre bei der Serie übernahm, waren von 2001 bis 2002 fünf Episoden, in denen sie als Technical Advisor, also als technischer Berater, agierte und 25 Episoden in den Jahren 2003 bis 2004, wo sie die Aufgabe des Executive Story Editors, also des ausführenden und verantwortlichen Autorenredakteurs, übernahm. Ab dem Jahr 2002 war Green auch als Drehbuchautorin im Einsatz und brachte es bis heute auf insgesamt 29 Episoden, in denen sie in einer solchen Tätigkeit eingesetzt wurde. Im Jahre 2005 schrieb sie außerdem zu einer Folge des nur kurzlebigen dritten Spin-offs Law & Order: Trial by Jury das Drehbuch und war auch in einer Folge von Blue Bloods – Crime Scene New York mit Drehbucharbeiten beschäftigt; die Folge wurde erstmals 2011 veröffentlicht. 2010 trat sie in einer Folge von Outlaw als Co-Executive Producer in Erscheinung. Für ihr langjähriges Engagement in Law & Order: Special Victims Unit wurde ihr im Jahre 2009 ein Prism Award in der Kategorie „Drama Series – Mental Health“ überreicht.

## Filmografie

### Als Produzent
als Co-Executive Producer
- 2006–2010: Law & Order: Special Victims Unit (80 Episoden)
- 2010: Outlaw (1 Episode)

als Co-Producer
- 2000–2009: Law & Order: Special Victims Unit (15 Episoden)

als Producer
- 2005: Law & Order: Special Victims Unit (10 Episoden)

als Supervising Producer
- 2005–2006: Law & Order: Special Victims Unit (3 Episoden)

### Als Drehbuchautor
- 2002–2010: Law & Order: Special Victims Unit (29 Episoden)
- 2005: Law & Order: Trial by Jury (1 Episode)
- 2011: Blue Bloods – Crime Scene New York (Blue Bloods, 1 Episode)

### In anderer Tätigkeit
als Technical Advisor
- 2001–2002: Law & Order: Special Victims Unit (5 Episoden)

als Executive Story Editor
- 2003–2004: Law & Order: Special Victims Unit (25 Episoden)

## Auszeichnungen
- 2009: Prism Award in der Kategorie „Drama Series – Mental Health“ für ihr Engagement in Law & Order: Special Victims Unit